# Шума (Болгарія)
Шу́ма (болг. Шума) — село в Софійській області Болгарії. Входить до складу общини Годеч.

## Населення
За даними перепису населення 2011 року у селі проживали 189 осіб, з них 179 осіб (99,4%) — болгари.
Розподіл населення за віком у 2011 році:
Динаміка населення: